# Temporada da ATP de 2019
A temporada da ATP de 2019 foi o circuito masculino dos tenistas profissionais de elite para o ano em questão. A Associação de Tenistas Profissionais (ATP) organiza a maioria dos eventos – os ATP Masters 1000, ATP 500, os ATP 250, o de fim de temporada (ATP Finals) e o ATP Next Gen Finals, enquanto que a Federação Internacional de Tênis (ITF) tem os torneios do Grand Slam, a Copa Davis e a Copa Hopman. A Laver Cup completa a lista.
No final de 2018, a ATP anunciou mudança da identidade visual. O circuito, de ATP World Tour, passou a se chamar somente ATP Tour. O nome das categorias dos torneios teve o World Tour suprimido.
Devido ao novo formato da Copa Davis, com fase final, de 16 equipes e em único local, acontecer na última semana da temporada, as outras datas reservadas a ela no calendário mudaram. O qualificatório para essa fase acontece na semana de 29 de janeiro, após o Australian Open. As semanas de 1º de abril e 9 de setembro ficam vagas, pois ocorrem jogos de divisões inferiores (os zonais), que geralmente não aparecem aqui, mas podem ser acessados no artigo do evento.

## Calendário

### Países
| Torneios | País(es)                                                                         | País(es)                                                      |
| -------- | -------------------------------------------------------------------------------- | ------------------------------------------------------------- |
| 11       | Estados Unidos                                                                   | Estados Unidos                                                |
| 7        | França                                                                           | França                                                        |
| 4        | Alemanha · Austrália · China                                                     | Grã-Bretanha · Suíça                                          |
| 3        | Espanha                                                                          | Espanha                                                       |
| 2        | Argentina · Áustria · Brasil · Itália                                            | México · Países Baixos · Rússia · Suécia                      |
| 1        | Bélgica · Bulgária · Canadá · Catar · Croácia · Emirados Árabes Unidos · Hungria | Índia · Japão · Marrocos · Nova Zelândia · Portugal · Turquia |

### Mês a mês

#### Legenda
Abaixo estão exemplos, com explicações usando o elemento dica de contexto. Basta passar o cursor sobre cada linha pontilhada para lê-las.
| Semana de                   | Torneio                                                                                        | Campeã(s)(o/ões)            | Vice-campeã(s)(o/ões)     | Resultado            |
| --------------------------- | ---------------------------------------------------------------------------------------------- | --------------------------- | ------------------------- | -------------------- |
| 16 de janeiro 23 de janeiro | Australian Open · Melbourne, Austrália · Grand Slam · A$ 12.176.550 – duro – 128S•96Q•64D•32DM | jogador(a) 1                | jogador(a) 2              | 7–61, 4–6, 7–6(10–6) |
| 16 de janeiro 23 de janeiro | Australian Open · Melbourne, Austrália · Grand Slam · A$ 12.176.550 – duro – 128S•96Q•64D•32DM | jogador(a) 3 · jogador(a) 4 | jogador(a) 5 jogador(a) 6 | 4–6, 6–4, [11–9]     |
| 16 de janeiro 23 de janeiro | Australian Open · Melbourne, Austrália · Grand Slam · A$ 12.176.550 – duro – 128S•96Q•64D•32DM | jogadora 7 jogador 8        | jogadora 9 jogador 10     | 6–2, 4–6, [10–3]     |

| Casos excepcionais | Premiação               | Grand Slam | Grand Slam | Grand Slam |
| Casos excepcionais | Premiação               | Variável   |            |            |
| Casos excepcionais | Número de participantes | QD         | E          |            |
| Casos excepcionais | Ordenação dos torneios  |            |            |            |

| Ícones | Clicável      |                                        |                                           |
| Ícones | Clicável      | edição do torneio                      |                                           |
| Ícones | Não-clicáveis |                                        | primeiro título conquistado na modalidade |
| Ícones | Não-clicáveis | o(a) jogador(a)/país defendeu o título |                                           |

#### Janeiro
| Semana de                   | Torneio | Campeã(s)(o/ões) | Vice-campeã(s)(o/ões) | Resultado                           |
| --------------------------- | --- | --- | --- | ----------------------------------- |
| 31 de dezembro              | Brisbane International Brisbane, Austrália ATP 250 US$ 589.680 – duro – 28S•16Q•16D | Kei Nishikori | Daniil Medvedev | 6–4, 3–6, 6–2                       |
| 31 de dezembro              | Brisbane International Brisbane, Austrália ATP 250 US$ 589.680 – duro – 28S•16Q•16D | Marcus Daniell Wesley Koolhof                                                                                                 | Rajeev Ram Joe Salisbury | 6–4, 7–66                           |
| 31 de dezembro              | Qatar ExxonMobil Open Doha, Catar ATP 250 US$ 1.313.215 – duro – 32S•16Q•16D | Roberto Bautista Agut | Tomáš Berdych | 6–4, 3–6, 6–3                       |
| 31 de dezembro              | Qatar ExxonMobil Open Doha, Catar ATP 250 US$ 1.313.215 – duro – 32S•16Q•16D | David Goffin · Pierre-Hugues Herbert                                                                                          | Robin Haase Matwé Middelkoop | 5–7, 6–4, [10–4]                    |
| 31 de dezembro              | Tata Open Maharashtra Pune, Índia ATP 250 US$ 589.680 – duro – 28S•16Q•16D | Kevin Anderson | Ivo Karlović | 7–64, 26–7, 7–65                    |
| 31 de dezembro              | Tata Open Maharashtra Pune, Índia ATP 250 US$ 589.680 – duro – 28S•16Q•16D | Rohan Bopanna Divij Sharan | Luke Bambridge Jonny O'Mara | 6–3, 6–4                            |
| 31 de dezembro              | Mastercard Hopman Cup Perth, Austrália Competição de curta duração entre países – mista duro (coberto) – 8E | Suíça · Belinda Bencic · Roger Federer                                                                                        | Alemanha · Angelique Kerber · Alexander Zverev                                                                                       | 2–1                                 |
| 7 de janeiro                | ASB Classic Auckland, Nova Zelândia ATP 250 US$ 589.680 – duro – 28S•16Q•16D | Tennys Sandgren | Cameron Norrie | 6–4, 6–2                            |
| 7 de janeiro                | ASB Classic Auckland, Nova Zelândia ATP 250 US$ 589.680 – duro – 28S•16Q•16D | Ben McLachlan Jan-Lennard Struff                                                                                              | Raven Klaasen Michael Venus | 6–3, 6–4                            |
| 7 de janeiro                | Sydney International Sydney, Austrália ATP 250 US$ 589.680 – duro – 28S•16Q•16D | Alex de Minaur | Andreas Seppi | 7–5, 7–65                           |
| 7 de janeiro                | Sydney International Sydney, Austrália ATP 250 US$ 589.680 – duro – 28S•16Q•16D | Jamie Murray Bruno Soares | Juan Sebastián Cabal Robert Farah | 6–4, 6–3                            |
| 14 de janeiro 21 de janeiro | Australian Open Melbourne, Austrália Grand Slam A$ 28.814.100 – duro – 128S•128Q•64D•32DM | Novak Djokovic | Rafael Nadal | 6–3, 6–2, 6–3                       |
| 14 de janeiro 21 de janeiro | Australian Open Melbourne, Austrália Grand Slam A$ 28.814.100 – duro – 128S•128Q•64D•32DM | Pierre-Hugues Herbert Nicolas Mahut                                                                                           | Henri Kontinen John Peers | 6–4, 7–61                           |
| 14 de janeiro 21 de janeiro | Australian Open Melbourne, Austrália Grand Slam A$ 28.814.100 – duro – 128S•128Q•64D•32DM | Barbora Krejčíková · Rajeev Ram                                                                                               | Astra Sharma John-Patrick Smith | 7–63, 6–1                           |
| 28 de janeiro               | Copa Davis: qualificatório Uberlândia, Brasil – saibro (coberto) Tashkent, Uzbequistão – duro (coberto) Adelaide, Austrália – duro Calcutá, Índia – grama Frankfurt, Alemanha – duro (coberto) Bienna, Suíça – duro (coberto) Astana, Cazaquistão – duro (coberto) Ostrava, Tchéquia – duro (coberto) Bogotá, Colômbia – saibro (coberto) Salzburgo, Áustria – saibro (coberto) Bratislava, Eslováquia – saibro (coberto) Cantão, China – duro Competição de longa duração entre países | · Bélgica · Sérvia · Austrália · Itália · Alemanha · Rússia · Cazaquistão · Países Baixos · Colômbia · Chile · Canadá · Japão | · Brasil · Uzbequistão · Bósnia e Herzegovina · Índia · Hungria · Suíça · Portugal · Chéquia · Suécia · Áustria · Eslováquia · China | 3–1 3–2 4–0 3–1 5–0 3–1 4–0 3–2 3–2 |

#### Fevereiro
| Semana de       | Torneio | Campeão(s)                          | Vice-campeão(s)                        | Resultado         |
| --------------- | --- | ----------------------------------- | -------------------------------------- | ----------------- |
| 4 de fevereiro  | Córdoba Open Córdoba, Argentina ATP 250 US$ 589.680 – saibro – 28S•16Q•16D                                        | Juan Ignacio Londero                | Guido Pella                            | 3–6, 7–5, 6–1     |
| 4 de fevereiro  | Córdoba Open Córdoba, Argentina ATP 250 US$ 589.680 – saibro – 28S•16Q•16D                                        | Roman Jebavý Andrés Molteni         | Máximo González Horacio Zeballos       | 6–4, 7–64         |
| 4 de fevereiro  | Open Sud de France Montpellier, França ATP 250 € 586.140 – duro (coberto) – 28S•16Q•16D                           | Jo-Wilfried Tsonga                  | Pierre-Hugues Herbert                  | 6–4, 6–2          |
| 4 de fevereiro  | Open Sud de France Montpellier, França ATP 250 € 586.140 – duro (coberto) – 28S•16Q•16D                           | Ivan Dodig Édouard Roger-Vasselin   | Benjamin Bonzi Antoine Hoang           | 6–4, 6–3          |
| 4 de fevereiro  | Sofia Open Sófia, Bulgária ATP 250 € 586.140 – duro (coberto) – 28S•16Q•16D                                       | Daniil Medvedev                     | Márton Fucsovics                       | 6–4, 6–3          |
| 4 de fevereiro  | Sofia Open Sófia, Bulgária ATP 250 € 586.140 – duro (coberto) – 28S•16Q•16D                                       | Nikola Mektić Jürgen Melzer         | Hsieh Cheng-peng Christopher Rungkat   | 6–2, 4–6, [10–2]  |
| 11 de fevereiro | ABN AMRO World Tennis Tournament Roterdã, Países Baixos ATP 500 € 2.098.480 – duro (coberto) – 32S•16Q•16D•4QD    | Gaël Monfils                        | Stan Wawrinka                          | 6–3, 1–6, 6–2     |
| 11 de fevereiro | ABN AMRO World Tennis Tournament Roterdã, Países Baixos ATP 500 € 2.098.480 – duro (coberto) – 32S•16Q•16D•4QD    | Jérémy Chardy Henri Kontinen        | Jean-Julien Rojer Horia Tecău          | 7–65, 7–64        |
| 11 de fevereiro | Argentina Open Buenos Aires, Argentina ATP 250 US$ 673.135 – saibro – 28S•16Q•16D                                 | Marco Cecchinato                    | Diego Schwartzman                      | 6–1, 6–2          |
| 11 de fevereiro | Argentina Open Buenos Aires, Argentina ATP 250 US$ 673.135 – saibro – 28S•16Q•16D                                 | Máximo González · Horacio Zeballos  | Diego Schwartzman Dominic Thiem        | 6–1, 6–1          |
| 11 de fevereiro | New York Open Nova York, Estados Unidos ATP 250 US$ 773.985 – duro (coberto) – 28S•16Q•16D                        | Reilly Opelka                       | Brayden Schnur                         | 6–1, 76–7, 7–67   |
| 11 de fevereiro | New York Open Nova York, Estados Unidos ATP 250 US$ 773.985 – duro (coberto) – 28S•16Q•16D                        | Kevin Krawietz · Andreas Mies       | Santiago González Aisam-ul-Haq Qureshi | 6–4, 7–5          |
| 18 de fevereiro | Rio Open Rio de Janeiro, Brasil ATP 500 US$ 1.937.740 – saibro – 32S•16Q•16D•4QD                                  | Laslo Djere                         | Félix Auger-Aliassime                  | 6–3, 7–5          |
| 18 de fevereiro | Rio Open Rio de Janeiro, Brasil ATP 500 US$ 1.937.740 – saibro – 32S•16Q•16D•4QD                                  | Máximo González Nicolás Jarry       | Thomaz Bellucci Rogério Dutra Silva    | 36–7, 6–3, [10–7] |
| 18 de fevereiro | Delray Beach Open Delray Beach, Estados Unidos ATP 250 US$ 651.215 – duro – 32S•16Q•16D                           | Radu Albot                          | Daniel Evans                           | 3–6, 6–3, 7–67    |
| 18 de fevereiro | Delray Beach Open Delray Beach, Estados Unidos ATP 250 US$ 651.215 – duro – 32S•16Q•16D                           | Bob Bryan Mike Bryan                | Ken Skupski Neal Skupski               | 7–65, 6–4         |
| 18 de fevereiro | Open 13 Provence Marselha, França ATP 250 € 744.010 – duro (coberto) – 28S•16Q•16D                                | Stefanos Tsitsipas                  | Mikhail Kukushkin                      | 7–5, 7–65         |
| 18 de fevereiro | Open 13 Provence Marselha, França ATP 250 € 744.010 – duro (coberto) – 28S•16Q•16D                                | Jérémy Chardy Fabrice Martin        | Ben McLachlan Matwé Middelkoop         | 6–3, 46–7, [10–4] |
| 25 de fevereiro | Abierto Mexicano Telcel Acapulco, México ATP 500 US$ 1.931.110 – duro – 32S•16Q•16D•4QD                           | Nick Kyrgios                        | Alexander Zverev                       | 6–3, 6–4          |
| 25 de fevereiro | Abierto Mexicano Telcel Acapulco, México ATP 500 US$ 1.931.110 – duro – 32S•16Q•16D•4QD                           | Alexander Zverev Mischa Zverev      | Austin Krajicek Artem Sitak            | 2–6, 7–64, [10–5] |
| 25 de fevereiro | Dubai Duty Free Tennis Championships Dubai, Emirados Árabes Unidos ATP 500 US$ 2.887.895 – duro – 32S•16Q•16D•4QD | Roger Federer                       | Stefanos Tsitsipas                     | 6–4, 6–4          |
| 25 de fevereiro | Dubai Duty Free Tennis Championships Dubai, Emirados Árabes Unidos ATP 500 US$ 2.887.895 – duro – 32S•16Q•16D•4QD | Rajeev Ram Joe Salisbury            | Ben McLachlan Jan-Lennard Struff       | 7–64, 6–3         |
| 25 de fevereiro | Brasil Open São Paulo, Brasil ATP 250 US$ 618.810 – saibro (coberto) – 28S•16Q•16D                                | Guido Pella                         | Christian Garín                        | 7–5, 6–3          |
| 25 de fevereiro | Brasil Open São Paulo, Brasil ATP 250 US$ 618.810 – saibro (coberto) – 28S•16Q•16D                                | Federico Delbonis · Máximo González | Luke Bambridge Jonny O'Mara            | 6–4, 6–3          |

#### Março
| Semana de               | Torneio                                                                                           | Campeão(s)                     | Vice-campeão(s)                   | Resultado        |
| ----------------------- | ------------------------------------------------------------------------------------------------- | ------------------------------ | --------------------------------- | ---------------- |
| 4 de março 11 de março  | BNP Paribas Open Indian Wells, Estados Unidos ATP Masters 1000 US$ 8.359.455 – duro – 96S•48Q•32D | Dominic Thiem                  | Roger Federer                     | 3–6, 6–3, 7–5    |
| 4 de março 11 de março  | BNP Paribas Open Indian Wells, Estados Unidos ATP Masters 1000 US$ 8.359.455 – duro – 96S•48Q•32D | Nikola Mektić Horacio Zeballos | Łukasz Kubot Marcelo Melo         | 4–6, 6–4, [10–3] |
| 18 de março 25 de março | Miami Open Miami, Estados Unidos ATP Masters 1000 US$ 9.314.875 – duro – 96S•48Q•32D              | Roger Federer                  | John Isner                        | 6–1, 6–4         |
| 18 de março 25 de março | Miami Open Miami, Estados Unidos ATP Masters 1000 US$ 9.314.875 – duro – 96S•48Q•32D              | Bob Bryan · Mike Bryan         | Wesley Koolhof Stefanos Tsitsipas | 7–5, 7–68        |

#### Abril
| Semana de   | Torneio | Campeão(s)                             | Vice-campeão(s)                   | Resultado                |
| ----------- | --- | -------------------------------------- | --------------------------------- | ------------------------ |
| 1º de abril | sem torneios programados                                                                                                  | sem torneios programados               | sem torneios programados          | sem torneios programados |
| 8 de abril  | Fayez Saforim & Co. U.S. Men's Clay Court Championship Houston, Estados Unidos ATP 250 US$ 652.245 – saibro – 28S•16Q•16D | Christian Garín                        | Casper Ruud                       | 7–64, 4–6, 6–3           |
| 8 de abril  | Fayez Saforim & Co. U.S. Men's Clay Court Championship Houston, Estados Unidos ATP 250 US$ 652.245 – saibro – 28S•16Q•16D | Santiago González Aisam-ul-Haq Qureshi | Ken Skupski Neal Skupski          | 3–6, 6–4, [10–6]         |
| 8 de abril  | Grand Prix Hassan II Marraquexe, Marrocos ATP 250 € 586.140 – saibro – 32S•16Q•16D                                        | Benoît Paire                           | Pablo Andújar                     | 6–2, 6–3                 |
| 8 de abril  | Grand Prix Hassan II Marraquexe, Marrocos ATP 250 € 586.140 – saibro – 32S•16Q•16D                                        | Jürgen Melzer Franko Škugor            | Matwé Middelkoop Frederik Nielsen | 6–4, 7–66                |
| 15 de abril | Rolex Monte-Carlo Masters Roquebrune-Cap-Martin, França ATP Masters 1000 € 5.585.030 – saibro – 56S•28Q•32D               | Fabio Fognini                          | Dušan Lajović                     | 6–3, 6–4                 |
| 15 de abril | Rolex Monte-Carlo Masters Roquebrune-Cap-Martin, França ATP Masters 1000 € 5.585.030 – saibro – 56S•28Q•32D               | Nikola Mektić Franko Škugor            | Robin Haase Wesley Koolhof        | 36–7, 7–63, [11–9]       |
| 22 de abril | Barcelona Open Banc Sabadell Barcelona, Espanha ATP 500 € 2.746.455 – saibro – 48S•24Q•16D•4QD                            | Dominic Thiem                          | Daniil Medvedev                   | 6–4, 6–0                 |
| 22 de abril | Barcelona Open Banc Sabadell Barcelona, Espanha ATP 500 € 2.746.455 – saibro – 48S•24Q•16D•4QD                            | Juan Sebastián Cabal Robert Farah      | Jamie Murray Bruno Soares         | 6–4, 7–64                |
| 22 de abril | Hungarian Open Budapeste, Hungria ATP 250 € 586.140 – saibro – 28S•16Q•16D                                                | Matteo Berrettini                      | Filip Krajinović                  | 4–6, 6–3, 6–1            |
| 22 de abril | Hungarian Open Budapeste, Hungria ATP 250 € 586.140 – saibro – 28S•16Q•16D                                                | Ken Skupski Neal Skupski               | Marcus Daniell Wesley Koolhof     | 6–3, 6–4                 |
| 29 de abril | Millennium Estoril Open Estoril, Portugal ATP 250 € 586.140 – saibro – 28S•16Q•16D                                        | Stefanos Tsitsipas                     | Pablo Cuevas                      | 6–3, 7–64                |
| 29 de abril | Millennium Estoril Open Estoril, Portugal ATP 250 € 586.140 – saibro – 28S•16Q•16D                                        | Jérémy Chardy Fabrice Martin           | Luke Bambridge Jonny O'Mara       | 7–5, 7–63                |
| 29 de abril | BMW Open Munique, Alemanha ATP 250 € 586.140 – saibro – 28S•16Q•16D                                                       | Cristian Garín                         | Matteo Berrettini                 | 6–1, 3–6, 7–61           |
| 29 de abril | BMW Open Munique, Alemanha ATP 250 € 586.140 – saibro – 28S•16Q•16D                                                       | Frederik Nielsen Tim Pütz              | Marcelo Demoliner Divij Sharan    | 6–4, 6–2                 |

#### Maio
| Semana de             | Torneio                                                                                      | Campeã(s)(o/ões)                    | Vice-campeã(s)(o/ões)           | Resultado          |
| --------------------- | -------------------------------------------------------------------------------------------- | ----------------------------------- | ------------------------------- | ------------------ |
| 6 de maio             | Mutua Madrid Open Madri, Espanha ATP Masters 1000 € 7.279.270 – saibro – 56S•28Q•24D         | Novak Djokovic                      | Stefanos Tsitsipas              | 6–3, 6–4           |
| 6 de maio             | Mutua Madrid Open Madri, Espanha ATP Masters 1000 € 7.279.270 – saibro – 56S•28Q•24D         | Jean-Julien Rojer Horia Tecău       | Diego Schwartzman Dominic Thiem | 6–2, 6–3           |
| 13 de maio            | Internazionali BNL d'Italia Roma, Itália ATP Masters 1000 € 5.791.280 – saibro – 56S•28Q•32D | Rafael Nadal                        | Novak Djokovic                  | 6–0, 4–6, 6–1      |
| 13 de maio            | Internazionali BNL d'Italia Roma, Itália ATP Masters 1000 € 5.791.280 – saibro – 56S•28Q•32D | Juan Sebastián Cabal · Robert Farah | Raven Klaasen Michael Venus     | 6–1, 6–3           |
| 20 de maio            | Banque Eric Sturdza Geneva Open Genebra, Suíça ATP 250 € 586.140 – saibro – 28S•16Q•16D      | Alexander Zverev                    | Nicolás Jarry                   | 6–3, 3–6, 7–68     |
| 20 de maio            | Banque Eric Sturdza Geneva Open Genebra, Suíça ATP 250 € 586.140 – saibro – 28S•16Q•16D      | Oliver Marach · Mate Pavić          | Matthew Ebden Robert Lindstedt  | 6–4, 6–4           |
| 20 de maio            | Open Parc Auvergne-Rhône-Alpes Lyon Lyon, França ATP 250 € 586.140 – saibro – 28S•16Q•16D    | Benoît Paire                        | Félix Auger-Aliassime           | 6–4, 6–3           |
| 20 de maio            | Open Parc Auvergne-Rhône-Alpes Lyon Lyon, França ATP 250 € 586.140 – saibro – 28S•16Q•16D    | Ivan Dodig Édouard Roger-Vasselin   | Ken Skupski Neal Skupski        | 6–4, 6–3           |
| 27 de maio 3 de junho | Torneio de Roland Garros Paris, França Grand Slam € 20.297.500 – saibro – 128S•128Q•64D•32DM | Rafael Nadal                        | Dominic Thiem                   | 6–3, 5–7, 6–1, 6–1 |
| 27 de maio 3 de junho | Torneio de Roland Garros Paris, França Grand Slam € 20.297.500 – saibro – 128S•128Q•64D•32DM | Kevin Krawietz Andreas Mies         | Jérémy Chardy Fabrice Martin    | 6–2, 7–63          |
| 27 de maio 3 de junho | Torneio de Roland Garros Paris, França Grand Slam € 20.297.500 – saibro – 128S•128Q•64D•32DM | Latisha Chan · Ivan Dodig           | Gabriela Dabrowski Mate Pavić   | 6–1, 7–65          |

#### Junho
| Semana de   | Torneio                                                                                       | Campeão(s)                        | Vice-campeão(s)                  | Resultado         |
| ----------- | --------------------------------------------------------------------------------------------- | --------------------------------- | -------------------------------- | ----------------- |
| 10 de junho | Libéma Open 's-Hertogenbosch, Países Baixos ATP 250 € 711.275 – grama – 28S•16Q•16D           | Adrian Mannarino                  | Jordan Thompson                  | 7–67, 6–3         |
| 10 de junho | Libéma Open 's-Hertogenbosch, Países Baixos ATP 250 € 711.275 – grama – 28S•16Q•16D           | Dominic Inglot · Austin Krajicek  | Marcus Daniell Wesley Koolhof    | 6–4, 4–6, [10–4]  |
| 10 de junho | MercedesCup Stuttgart, Alemanha ATP 250 € 754.540 – grama – 28S•16Q•16D                       | Matteo Berrettini                 | Félix Auger-Aliassime            | 6–4, 7–611        |
| 10 de junho | MercedesCup Stuttgart, Alemanha ATP 250 € 754.540 – grama – 28S•16Q•16D                       | John Peers Bruno Soares           | Rohan Bopanna Denis Shapovalov   | 7–5, 6–3          |
| 17 de junho | Noventi Open Halle, Alemanha ATP 500 € 2.219.150 – grama – 32S•16Q•16D•4QD                    | Roger Federer                     | David Goffin                     | 7–62, 6–1         |
| 17 de junho | Noventi Open Halle, Alemanha ATP 500 € 2.219.150 – grama – 32S•16Q•16D•4QD                    | Raven Klaasen Michael Venus       | Łukasz Kubot Marcelo Melo        | 4–6, 6–3, [10–4]  |
| 17 de junho | Fever-Tree Championships Londres, Reino Unido ATP 500 € 2.219.150 – grama – 32S•16Q•16D•4QD   | Feliciano López                   | Gilles Simon                     | 6–2, 46–7, 7–62   |
| 17 de junho | Fever-Tree Championships Londres, Reino Unido ATP 500 € 2.219.150 – grama – 32S•16Q•16D•4QD   | Feliciano López Andy Murray       | Rajeev Ram Joe Salisbury         | 7–66, 5–7, [10–5] |
| 24 de junho | Turkish Airlines Open Antalya Antália, Turquia ATP 250 US$ 507.490 – grama – 28S•16Q•16D      | Lorenzo Sonego                    | Miomir Kecmanović                | 56–7, 7–65, 6–1   |
| 24 de junho | Turkish Airlines Open Antalya Antália, Turquia ATP 250 US$ 507.490 – grama – 28S•16Q•16D      | Jonathan Erlich Artem Sitak       | Ivan Dodig Filip Polášek         | 6–3, 6–4          |
| 24 de junho | Nature Valley International Eastbourne, Reino Unido ATP 250 US$ 745.880 – grama – 28S•16Q•16D | Taylor Fritz                      | Sam Querrey                      | 6–3, 6–4          |
| 24 de junho | Nature Valley International Eastbourne, Reino Unido ATP 250 US$ 745.880 – grama – 28S•16Q•16D | Juan Sebastián Cabal Robert Farah | Máximo González Horacio Zeballos | 3–6, 7–64, 6–1    |

#### Julho
| Semana de              | Torneio                                                                                         | Campeã(s)(o/ões)                    | Vice-campeã(s)(o/ões)                     | Resultado                    |
| ---------------------- | ----------------------------------------------------------------------------------------------- | ----------------------------------- | ----------------------------------------- | ---------------------------- |
| 1º de julho 8 de julho | Torneio de Wimbledon Londres, Reino Unido Grand Slam £ 17.984.000 – grama – 128S•128Q•64D•48DM  | Novak Djokovic                      | Roger Federer                             | 7–65, 1–6, 7–64, 4–6, 13–123 |
| 1º de julho 8 de julho | Torneio de Wimbledon Londres, Reino Unido Grand Slam £ 17.984.000 – grama – 128S•128Q•64D•48DM  | Juan Sebastián Cabal Robert Farah   | Nicolas Mahut Édouard Roger-Vasselin      | 56–7, 7–65, 7–66, 56–7, 6–3  |
| 1º de julho 8 de julho | Torneio de Wimbledon Londres, Reino Unido Grand Slam £ 17.984.000 – grama – 128S•128Q•64D•48DM  | Latisha Chan Ivan Dodig             | Jeļena Ostapenko Robert Lindstedt         | 6–2, 6–3                     |
| 15 de julho            | Swedish Open Båstad, Suécia ATP 250 € 586.140 – saibro – 28S•16Q•16D                            | Nicolás Jarry                       | Juan Ignacio Londero                      | 7–67, 6–4                    |
| 15 de julho            | Swedish Open Båstad, Suécia ATP 250 € 586.140 – saibro – 28S•16Q•16D                            | Sander Gillé · Joran Vliegen        | Federico Delbonis Horacio Zeballos        | 56–7, 7–5, [10–5]            |
| 15 de julho            | Hall of Fame Open Newport, Estados Unidos ATP 250 US$ 652.245 – grama – 28S•16Q•16D             | John Isner                          | Alexander Bublik                          | 7–62, 6–3                    |
| 15 de julho            | Hall of Fame Open Newport, Estados Unidos ATP 250 US$ 652.245 – grama – 28S•16Q•16D             | Marcel Granollers Sergiy Stakhovsky | Marcelo Arévalo Miguel Ángel Reyes-Varela | 106–7, 6–4, [13–11]          |
| 15 de julho            | Plava Laguna Croatia Open Umag Umago, Croácia ATP 250 € 586.140 – saibro – 28S•16Q•16D          | Dušan Lajović                       | Attila Balázs                             | 7–5, 7–5                     |
| 15 de julho            | Plava Laguna Croatia Open Umag Umago, Croácia ATP 250 € 586.140 – saibro – 28S•16Q•16D          | Robin Haase · Philipp Oswald        | Oliver Marach Jürgen Melzer               | 7–5, 26–7, [14–12]           |
| 22 de julho            | Hamburg European Open Hamburgo, Alemanha ATP 500 € 1.855.490 – saibro – 32S•15Q•16D•4QD         | Nikoloz Basilashvili                | Andrey Rublev                             | 7–5, 4–6, 6–3                |
| 22 de julho            | Hamburg European Open Hamburgo, Alemanha ATP 500 € 1.855.490 – saibro – 32S•15Q•16D•4QD         | Oliver Marach Jürgen Melzer         | Robin Haase Wesley Koolhof                | 6–2, 7–63                    |
| 22 de julho            | BB&T Atlanta Open Atlanta, Estados Unidos ATP 250 US$ 777.385 – duro – 28S•16Q•16D              | Alex de Minaur                      | Taylor Fritz                              | 6–3, 7–62                    |
| 22 de julho            | BB&T Atlanta Open Atlanta, Estados Unidos ATP 250 US$ 777.385 – duro – 28S•16Q•16D              | Dominic Inglot Austin Krajicek      | Bob Bryan Mike Bryan                      | 6–4, 56–7, [11–9]            |
| 22 de julho            | J. Safra Sarasin Swiss Open Gstaad Gstaad, Suíça ATP 250 € 586.140 – saibro – 28S•15Q•16D       | Albert Ramos-Viñolas                | Cedrik-Marcel Stebe                       | 6–3, 6–2                     |
| 22 de julho            | J. Safra Sarasin Swiss Open Gstaad Gstaad, Suíça ATP 250 € 586.140 – saibro – 28S•15Q•16D       | Sander Gillé Joran Vliegen          | Philipp Oswald Filip Polášek              | 6–4, 6–3                     |
| 29 de julho            | Citi Open Washington, Estados Unidos ATP 500 US$ 2.046.340 – duro – 48S•19Q•16D•4QD             | Nick Kyrgios                        | Daniil Medvedev                           | 7–66, 7–64                   |
| 29 de julho            | Citi Open Washington, Estados Unidos ATP 500 US$ 2.046.340 – duro – 48S•19Q•16D•4QD             | Raven Klaasen Michael Venus         | Jean-Julien Rojer Horia Tecău             | 3–6, 6–3, [10–2]             |
| 29 de julho            | Abierto Mexicano de Tenis Mifel Cabo San Lucas, México ATP 250 US$ 858.565 – duro – 28S•16Q•16D | Diego Schwartzman                   | Taylor Fritz                              | 7–66, 6–3                    |
| 29 de julho            | Abierto Mexicano de Tenis Mifel Cabo San Lucas, México ATP 250 US$ 858.565 – duro – 28S•16Q•16D | Romain Arneodo Hugo Nys             | Dominic Inglot Austin Krajicek            | 7–5, 5–7, [16–14]            |
| 29 de julho            | Generali Open Kitzbühel, Áustria ATP 250 € 586.140 – saibro – 28S•16Q•16D                       | Dominic Thiem                       | Albert Ramos-Viñolas                      | 7–60, 6–1                    |
| 29 de julho            | Generali Open Kitzbühel, Áustria ATP 250 € 586.140 – saibro – 28S•16Q•16D                       | Philipp Oswald Filip Polášek        | Sander Gillé Joran Vliegen                | 6–4, 6–4                     |

#### Agosto
| Semana de                  | Torneio                                                                                                | Campeã(s)(o/ões)                     | Vice-campeã(s)(o/ões)              | Resultado               |
| -------------------------- | --- | ------------------------------------ | ---------------------------------- | ----------------------- |
| 5 agosto                   | Coupe Rogers Montreal, Canadá ATP Masters 1000 US$ 6.338.885 – duro – 56S•28Q•32D                      | Rafael Nadal                         | Daniil Medvedev                    | 6–3, 6–0                |
| 5 agosto                   | Coupe Rogers Montreal, Canadá ATP Masters 1000 US$ 6.338.885 – duro – 56S•28Q•32D                      | Marcel Granollers Horacio Zeballos   | Robin Haase Wesley Koolhof         | 7–5, 7–5                |
| 12 de agosto               | Western & Southern Open Cincinnati, Estados Unidos ATP Masters 1000 US$ 6.735.690 – duro – 56S•28Q•32D | Daniil Medvedev                      | David Goffin                       | 7–63, 6–4               |
| 12 de agosto               | Western & Southern Open Cincinnati, Estados Unidos ATP Masters 1000 US$ 6.735.690 – duro – 56S•28Q•32D | Ivan Dodig Filip Polášek             | Juan Sebastián Cabal Robert Farah  | 4–6, 6–4, [10–6]        |
| 19 de agosto               | Winston-Salem Open Winston-Salem, Estados Unidos ATP 250 US$ 807.210 – duro – 48S•16Q•16D              | Hubert Hurkacz                       | Benoît Paire                       | 6–3, 3–6, 6–3           |
| 19 de agosto               | Winston-Salem Open Winston-Salem, Estados Unidos ATP 250 US$ 807.210 – duro – 48S•16Q•16D              | Łukasz Kubot Marcelo Melo            | Nicholas Monroe Tennys Sandgren    | 66–7, 6–1, [10–3]       |
| 26 de agosto 2 de setembro | US Open Nova York, Estados Unidos Grand Slam US$ 26.758.750 – duro – 128S•128Q•64D•32DM                | Rafael Nadal                         | Daniil Medvedev                    | 7–5, 6–3, 5–7, 4–6, 6–4 |
| 26 de agosto 2 de setembro | US Open Nova York, Estados Unidos Grand Slam US$ 26.758.750 – duro – 128S•128Q•64D•32DM                | Juan Sebastián Cabal Robert Farah    | Marcel Granollers Horacio Zeballos | 6–4, 7–5                |
| 26 de agosto 2 de setembro | US Open Nova York, Estados Unidos Grand Slam US$ 26.758.750 – duro – 128S•128Q•64D•32DM                | Bethanie Mattek-Sands · Jamie Murray | Chan Hao-ching Michael Venus       | 6–2, 6–3                |

#### Setembro
| Semana de      | Torneio                                                                                              | Campeão(s) | Vice-campeão(s)                                                                                         | Resultado                |
| -------------- | --- | --- | --- | ------------------------ |
| 9 de setembro  | sem torneios programados                                                                             | sem torneios programados | sem torneios programados                                                                                | sem torneios programados |
| 16 de setembro | Moselle Open Metz, França ATP 250 € 586.140 – duro (coberto) – 28S•16Q•16D                           | Jo-Wilfried Tsonga | Aljaž Bedene                                                                                            | 46–7, 7–64, 6–3          |
| 16 de setembro | Moselle Open Metz, França ATP 250 € 586.140 – duro (coberto) – 28S•16Q•16D                           | Robert Lindstedt Jan-Lennard Struff | Nicolas Mahut Édouard Roger-Vasselin                                                                    | 2–6, 7–61, [10–4]        |
| 16 de setembro | St. Petersburg Open São Petersburgo, Rússia ATP 250 US$ 1.248.665 – duro (coberto) – 28S•16Q•16D     | Daniil Medvedev | Borna Ćorić                                                                                             | 6–3, 6–1                 |
| 16 de setembro | St. Petersburg Open São Petersburgo, Rússia ATP 250 US$ 1.248.665 – duro (coberto) – 28S•16Q•16D     | Divij Sharan · Igor Zelenay | Matteo Berrettini Simone Bolelli                                                                        | 6–3, 3–6, [10–8]         |
| 16 de setembro | Laver Cup Genebra, Suíça Competição intercontinental – exibição duro (coberto) – 2E                  | Time Europa · Roberto Bautista Agut · Roger Federer · Fabio Fognini · Rafael Nadal · Dominic Thiem · Stefanos Tsitsipas · Alexander Zverev | Time Mundo Taylor Fritz John Isner Nick Kyrgios Milos Raonic Denis Shapovalov Jack Sock Jordan Thompson | 13–11                    |
| 23 de setembro | Chengdu Open Chengdu, China ATP 250 US$ 1.213.295 – duro – 28S•16Q•16D                               | Pablo Carreño Busta | Alexander Bublik                                                                                        | 56–7, 6–4, 7–63          |
| 23 de setembro | Chengdu Open Chengdu, China ATP 250 US$ 1.213.295 – duro – 28S•16Q•16D                               | Nikola Čačić · Dušan Lajović | Jonathan Erlich Fabrice Martin                                                                          | 7–69, 3–6, [10–3]        |
| 23 de setembro | Huajin Securities Zhuhai Championships Zhuhai, China ATP 250 US$ 1.000.000 – duro – 28S•16Q•16D      | Alex de Minaur | Adrian Mannarino                                                                                        | 7–64, 6–4                |
| 23 de setembro | Huajin Securities Zhuhai Championships Zhuhai, China ATP 250 US$ 1.000.000 – duro – 28S•16Q•16D      | Sander Gillé Joran Vliegen | Marcelo Demoliner Matwé Middelkoop                                                                      | 7–62, 7–64               |
| 30 de setembro | China Open Pequim, China ATP 500 US$ 3.666.275 – duro – 32S•16Q•16D•4QD                              | Dominic Thiem | Stefanos Tsitsipas                                                                                      | 3–6, 6–4, 6–1            |
| 30 de setembro | China Open Pequim, China ATP 500 US$ 3.666.275 – duro – 32S•16Q•16D•4QD                              | Ivan Dodig Filip Polášek | Łukasz Kubot Marcelo Melo                                                                               | 6–3, 7–64                |
| 30 de setembro | Rakuten Japan Open Tennis Championships Tóquio, Japão ATP 500 US$ 2.046.340 – duro – 32S•16Q•16D•3QD | Novak Djokovic | John Millman                                                                                            | 6–3, 6–2                 |
| 30 de setembro | Rakuten Japan Open Tennis Championships Tóquio, Japão ATP 500 US$ 2.046.340 – duro – 32S•16Q•16D•3QD | Nicolas Mahut Édouard Roger-Vasselin | Nikola Mektić Franko Škugor                                                                             | 7–67, 6–4                |

#### Outubro
| Semana de     | Torneio                                                                                       | Campeão(s)                              | Vice-campeão(s)               | Resultado         |
| ------------- | --------------------------------------------------------------------------------------------- | --------------------------------------- | ----------------------------- | ----------------- |
| 7 de outubro  | Rolex Shanghai Masters Xangai, China ATP Masters 1000 US$ 8.322.885 – duro – 56S•28Q•32D      | Daniil Medvedev                         | Alexander Zverev              | 6–4, 6–1          |
| 7 de outubro  | Rolex Shanghai Masters Xangai, China ATP Masters 1000 US$ 8.322.885 – duro – 56S•28Q•32D      | Mate Pavić Bruno Soares                 | Łukasz Kubot Marcelo Melo     | 6–4, 6–2          |
| 14 de outubro | European Open Antuérpia, Bélgica ATP 250 € 711.275 – duro (coberto) – 28S•16Q•16D             | Denis Shapovalov                        | Filip Krajinović              | 6–4, 6–4          |
| 14 de outubro | European Open Antuérpia, Bélgica ATP 250 € 711.275 – duro (coberto) – 28S•16Q•16D             | Kevin Krawietz Andreas Mies             | Rajeev Ram Joe Salisbury      | 7–61, 6–3         |
| 14 de outubro | Intrum Stockholm Open Estocolmo, Suécia ATP 250 € 711.275 – duro (coberto) – 28S•16Q•16D      | Andy Murray                             | Stan Wawrinka                 | 3–6, 6–4, 6–4     |
| 14 de outubro | Intrum Stockholm Open Estocolmo, Suécia ATP 250 € 711.275 – duro (coberto) – 28S•16Q•16D      | Henri Kontinen · Édouard Roger-Vasselin | Mate Pavić Bruno Soares       | 6–4, 6–2          |
| 14 de outubro | VTB Kremlin Cup Moscou, Rússia ATP 250 US$ 922.520 – duro (coberto) – 28S•16Q•16D             | Andrey Rublev                           | Adrian Mannarino              | 6–4, 6–0          |
| 14 de outubro | VTB Kremlin Cup Moscou, Rússia ATP 250 US$ 922.520 – duro (coberto) – 28S•16Q•16D             | Marcelo Demoliner Matwé Middelkoop      | Simone Bolelli Andrés Molteni | 6–1, 6–2          |
| 21 de outubro | Swiss Indoors Basileia, Suíça ATP 500 € 2.219.975 – duro (coberto) – 32S•16Q•16D•4QD          | Roger Federer                           | Alex de Minaur                | 6–2, 6–2          |
| 21 de outubro | Swiss Indoors Basileia, Suíça ATP 500 € 2.219.975 – duro (coberto) – 32S•16Q•16D•4QD          | Jean-Julien Rojer Horia Tecău           | Taylor Fritz Reilly Opelka    | 7–5, 6–3          |
| 21 de outubro | Erste Bank Open Viena, Áustria ATP 500 € 2.433.810 – duro (coberto) – 32S•16Q•16D•4QD         | Dominic Thiem                           | Diego Schwartzman             | 3–6, 6–4, 6–3     |
| 21 de outubro | Erste Bank Open Viena, Áustria ATP 500 € 2.433.810 – duro (coberto) – 32S•16Q•16D•4QD         | Rajeev Ram · Joe Salisbury              | Łukasz Kubot Marcelo Melo     | 6–4, 56–7, [10–5] |
| 28 de outubro | Rolex Paris Masters Paris, França ATP Masters 1000 € 5.791.280 – duro (coberto) – 48S•24Q•32D | Novak Djokovic                          | Denis Shapovalov              | 6–3, 6–4          |
| 28 de outubro | Rolex Paris Masters Paris, França ATP Masters 1000 € 5.791.280 – duro (coberto) – 48S•24Q•32D | Pierre-Hugues Herbert Nicolas Mahut     | Karen Khachanov Andrey Rublev | 6–4, 6–1          |

#### Novembro
| Semana de      | Torneio | Campeão(s)                                                                                                 | Vice-campeão(s)                                                                     | Resultado       |
| -------------- | --- | --- | ----------------------------------------------------------------------------------- | --------------- |
| 4 de novembro  | Next Gen ATP Finals Milão, Itália Competição entre jovens promessas - exibição US$ 1.360.000 – duro (coberto) – 8S | Jannik Sinner                                                                                              | Alex de Minaur                                                                      | 4–2, 4–1, 4–2   |
| 11 de novembro | Nitto ATP Finals Londres, Reino Unido Torneio de fim de temporada US$ 8.688.000 – duro (coberto) – 8S•8D           | Stefanos Tsitsipas                                                                                         | Dominic Thiem                                                                       | 66–7, 6–2, 7–64 |
| 11 de novembro | Nitto ATP Finals Londres, Reino Unido Torneio de fim de temporada US$ 8.688.000 – duro (coberto) – 8S•8D           | Pierre-Hugues Herbert Nicolas Mahut                                                                        | Raven Klaasen Michael Venus                                                         | 6–3, 6–4        |
| 18 de novembro | Copa Davis: Finais Madri, Espanha Competição de longa duração entre países £ 19.370.255 – duro – 18E               | Espanha · Roberto Bautista Agut · Pablo Carreño Busta · Marcel Granollers · Feliciano López · Rafael Nadal | Canadá · Félix Auger-Aliassime · Vasek Pospisil · Brayden Schnur · Denis Shapovalov | 2–0             |

## Prêmios em dinheiro
Em 25 de novembro de 2019.
| #  | Jogador               | Simples        | Duplas      | Total          |
| -- | --------------------- | -------------- | ----------- | -------------- |
| 1  | Rafael Nadal          | US$ 16.349.586 | US$ 0       | US$ 16.349.586 |
| 2  | Novak Djokovic        | US$ 13.277.228 | US$ 95.127  | US$ 13.372.355 |
| 3  | Roger Federer         | US$ 8.716.975  | US$ 0       | US$ 8.716.975  |
| 4  | Dominic Thiem         | US$ 7.836.322  | US$ 163.901 | US$ 8.000.223  |
| 5  | Daniil Medvedev       | US$ 7.833.320  | US$ 69.592  | US$ 7.902.912  |
| 6  | Stefanos Tsitsipas    | US$ 7.272.204  | US$ 216.723 | US$ 7.488.927  |
| 7  | Alexander Zverev      | US$ 4.143.723  | US$ 136.912 | US$ 4.280.635  |
| 8  | Matteo Berrettini     | US$ 3.363.218  | US$ 76.565  | US$ 3.439.789  |
| 9  | Gaël Monfils          | US$ 2.901.347  | US$ 15.240  | US$ 2.916.587  |
| 10 | Roberto Bautista Agut | US$ 2.911.522  | US$ 0       | US$ 2.911.522  |

## Distribuição de pontos
A distribuição de pontos para a temporada de 2019 foi definida:
O Torneio de Wimbledon era o único do Grand Slam com qualificatório de duplas, mas deixou de tê-lo a partir deste ano, o que zera os pontos nessa faixa da categoria.
| Categoria                 | T      | F      | SF  | QF                                   | R16                                  | R32                                  | R64                                  | R128                                 | Q                                    | Q3                                   | Q2                                   | Q1                                   |
| ------------------------- | ------ | ------ | --- | ------------------------------------ | ------------------------------------ | ------------------------------------ | ------------------------------------ | ------------------------------------ | ------------------------------------ | ------------------------------------ | ------------------------------------ | ------------------------------------ |
| Grand Slam (S)            | 2000   | 1200   | 720 | 360                                  | 180                                  | 90                                   | 45                                   | 10                                   | 25                                   | 16                                   | 8                                    | 0                                    |
| Grand Slam (D)            | 2000   | 1200   | 720 | 360                                  | 180                                  | 90                                   | 0                                    | –                                    | –                                    | –                                    | –                                    | –                                    |
| ATP Finals (S/D)          | 900+FG | 400+FG | FG  | Fase de grupos (FG): 200 por vitória | Fase de grupos (FG): 200 por vitória | Fase de grupos (FG): 200 por vitória | Fase de grupos (FG): 200 por vitória | Fase de grupos (FG): 200 por vitória | Fase de grupos (FG): 200 por vitória | Fase de grupos (FG): 200 por vitória | Fase de grupos (FG): 200 por vitória | Fase de grupos (FG): 200 por vitória |
| ATP Masters 1000 (96S)    | 1000   | 600    | 360 | 180                                  | 90                                   | 45                                   | 25                                   | 10                                   | 16                                   | –                                    | 8                                    | 0                                    |
| ATP Masters 1000 (56/48S) | 1000   | 600    | 360 | 180                                  | 90                                   | 45                                   | 10                                   | –                                    | 25                                   | -                                    | 16                                   | 0                                    |
| ATP Masters 1000 (32D)    | 1000   | 600    | 360 | 180                                  | 90                                   | 0                                    | –                                    | –                                    | –                                    | -                                    | –                                    | –                                    |
| ATP 500 (48S)             | 500    | 300    | 180 | 90                                   | 45                                   | 20                                   | 0                                    | –                                    | 10                                   | –                                    | 4                                    | 0                                    |
| ATP 500 (32S)             | 500    | 300    | 180 | 90                                   | 45                                   | 0                                    | –                                    | –                                    | 20                                   | –                                    | 10                                   | 0                                    |
| ATP 500 (16D)             | 500    | 300    | 180 | 90                                   | 0                                    | –                                    | –                                    | –                                    | 45                                   | –                                    | 25                                   | 0                                    |
| ATP 250 (56/48S)          | 250    | 150    | 90  | 45                                   | 20                                   | 10                                   | 0                                    | –                                    | 5                                    | –                                    | 3                                    | 0                                    |
| ATP 250 (32/28S)          | 250    | 150    | 90  | 45                                   | 20                                   | 0                                    | –                                    | –                                    | 12                                   | –                                    | 6                                    | 0                                    |
| ATP 250 (16D)             | 250    | 150    | 90  | 45                                   | 0                                    | –                                    | –                                    | –                                    | –                                    | –                                    | –                                    | –                                    |

## Prêmios
Os vencedores do ATP Awards de 2019 foram anunciados em dezembro.
- Jogador do ano:  Rafael Nadal;
- Dupla do ano:  Juan Sebastián Cabal /  Robert Farah;
- Jogador que mais evoluiu:  Matteo Berrettini;
- Revelação do ano:  Jannik Sinner;
- Retorno do ano:  Andy Murray;
- Treinador do ano:  Gilles Cervara ( Daniil Medvedev);
- Treinador pela carreira Tim Gullikson:  Tony Roche.

- Esportividade Stefan Edberg:  Rafael Nadal;
- Humanitarismo Arthur Ashe:  Kevin Anderson;
- Excelência em mídia Ron Bookman:  Courtney Walsh.

Torneios do ano:
- ATP Masters 1000:  Indian Wells;
- ATP 500:  Acapulco;
- ATP 250:  Doha.

Favoritos do torcedor:
- Jogador:  Roger Federer;
- Dupla:  Bob Bryan /  Mike Bryan.